# ارنی، باتان
ارنی، باتان (به لاتین: Orani, Bataan) یک منطقهٔ مسکونی در فیلیپین است که در باتاآن واقع شده‌است.

## نگارخانه

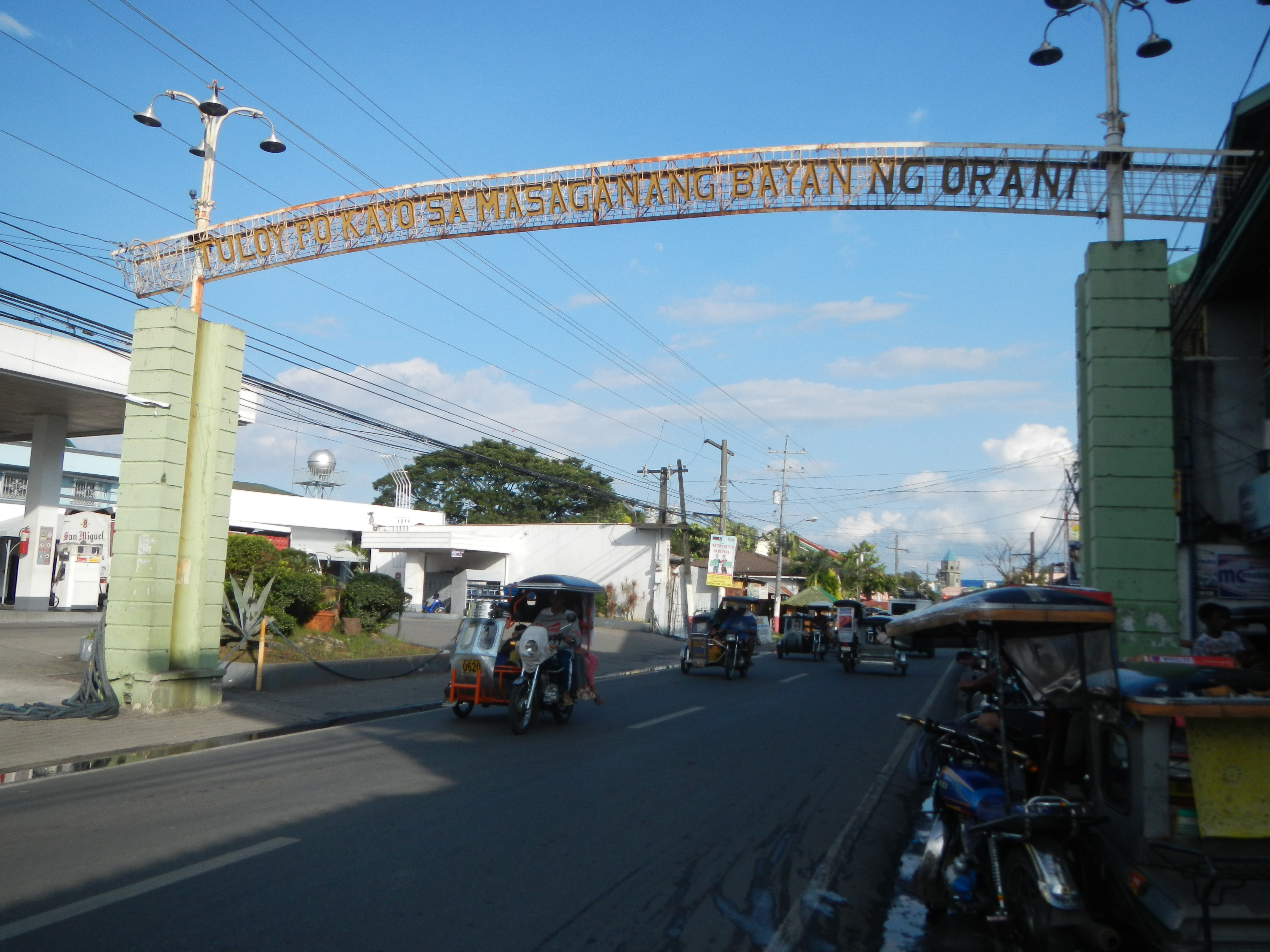
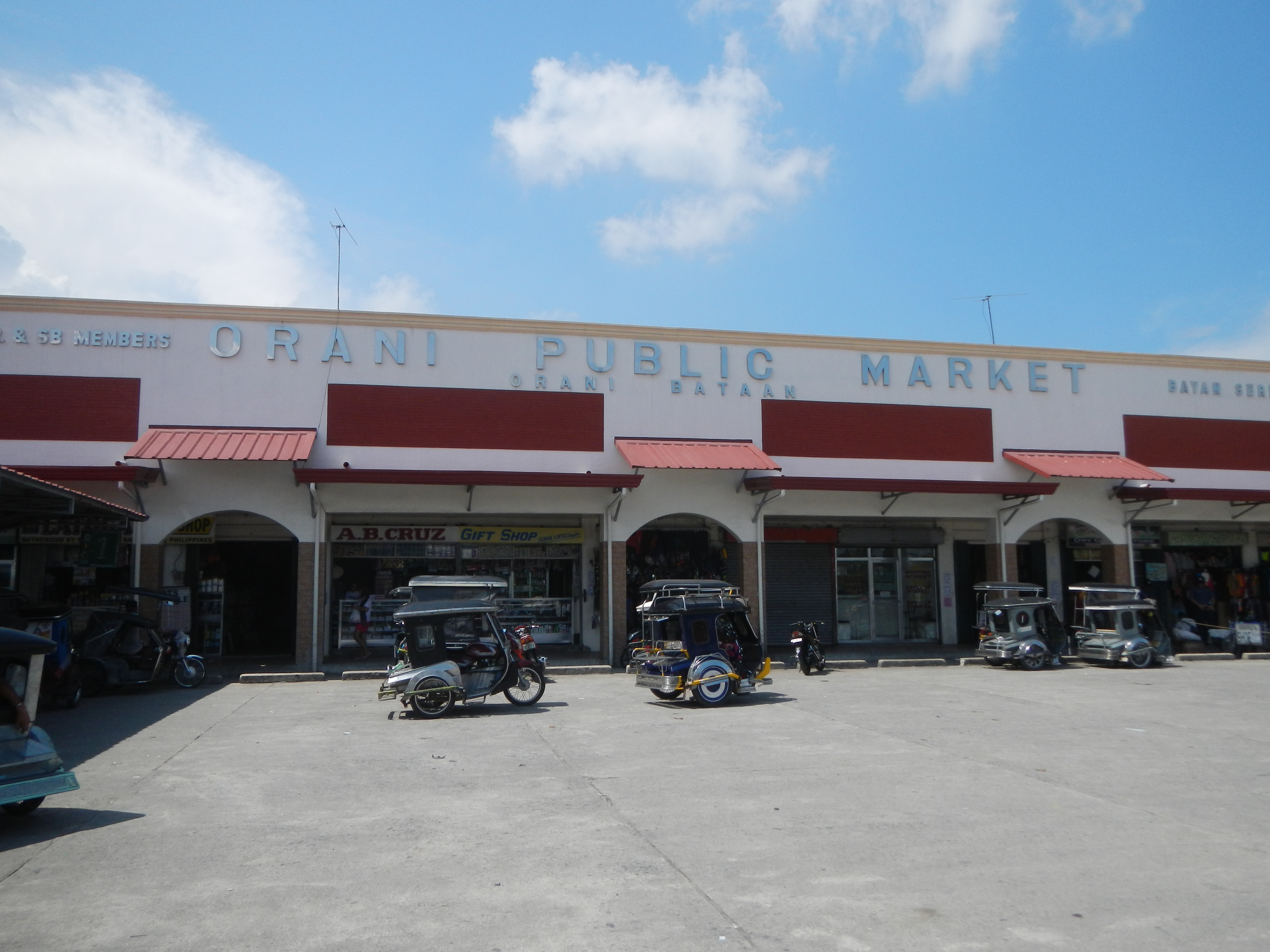
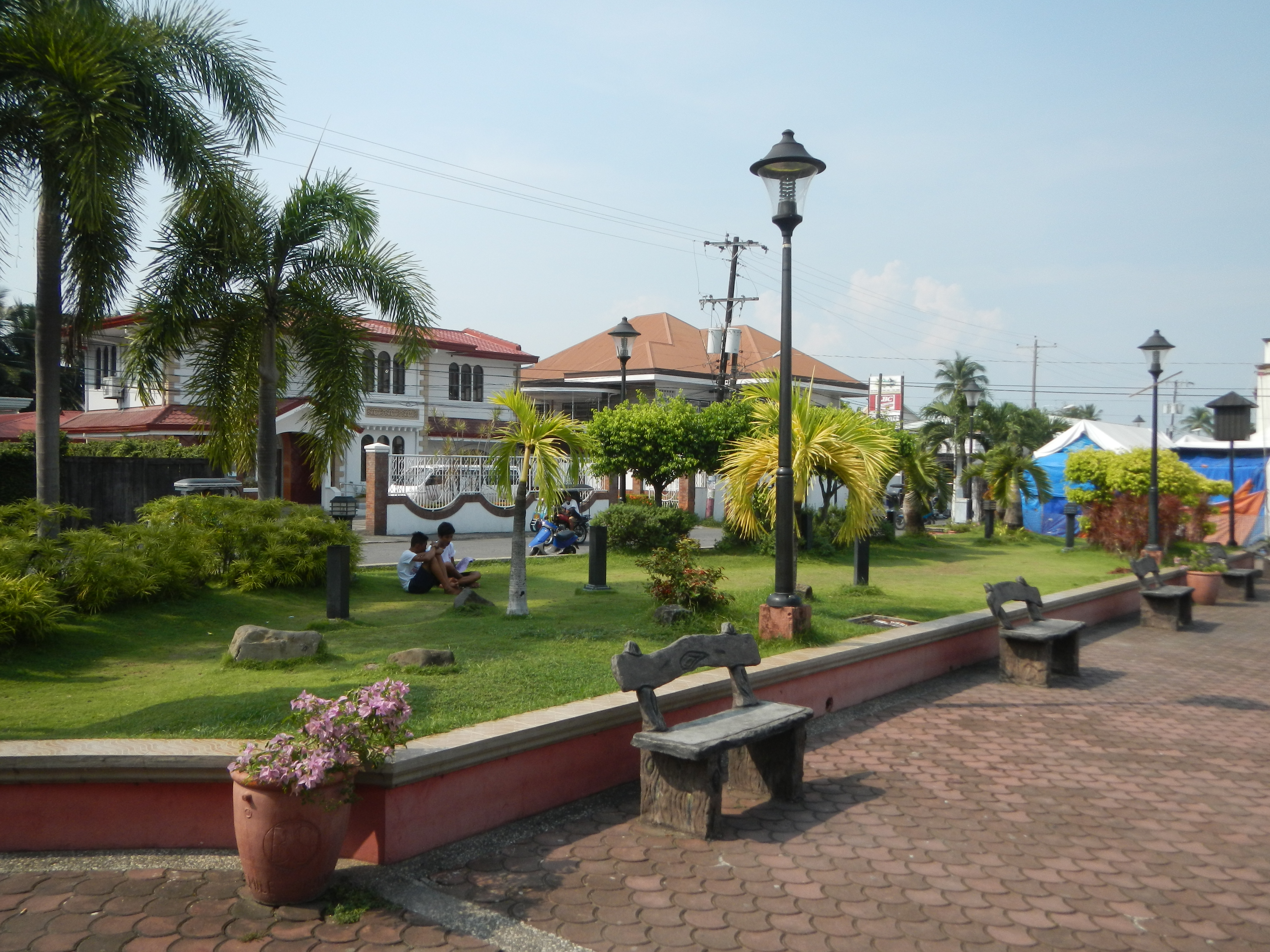
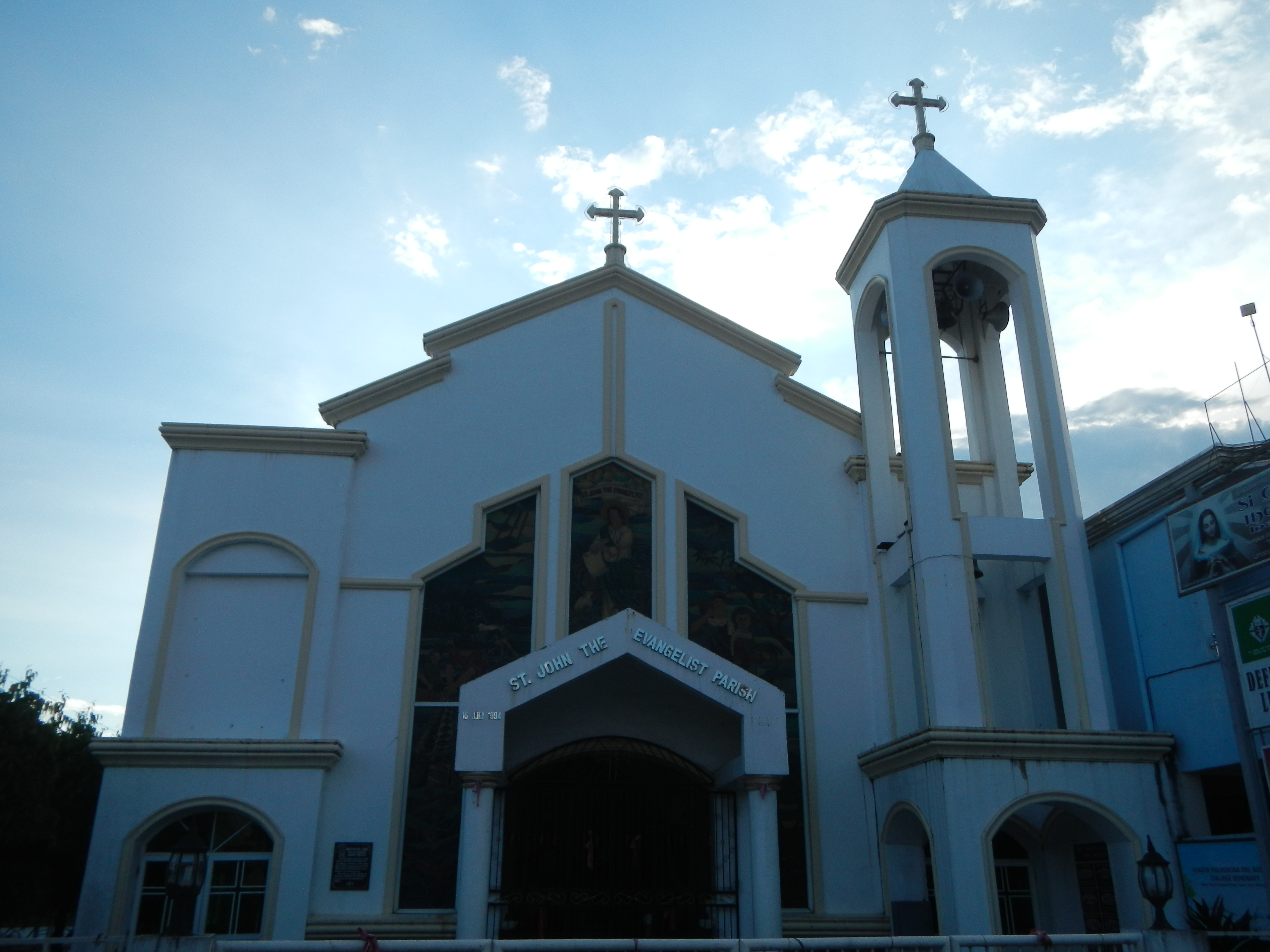
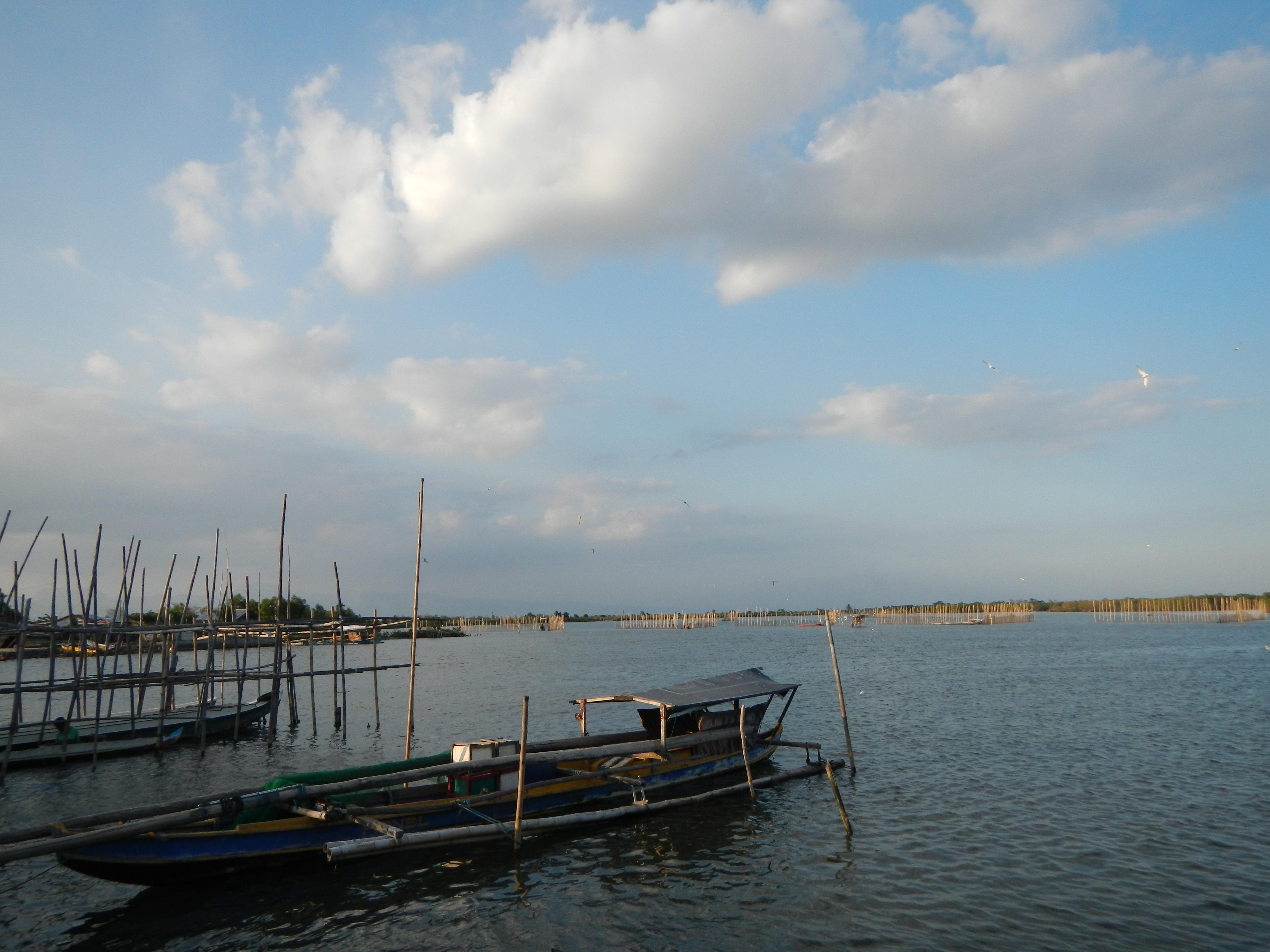